# Dolenjske Toplice
Dolenjske Toplice este o localitate din comuna Dolenjske Toplice, Slovenia, cu o populație de 740 de locuitori.